# Knut Kreuch

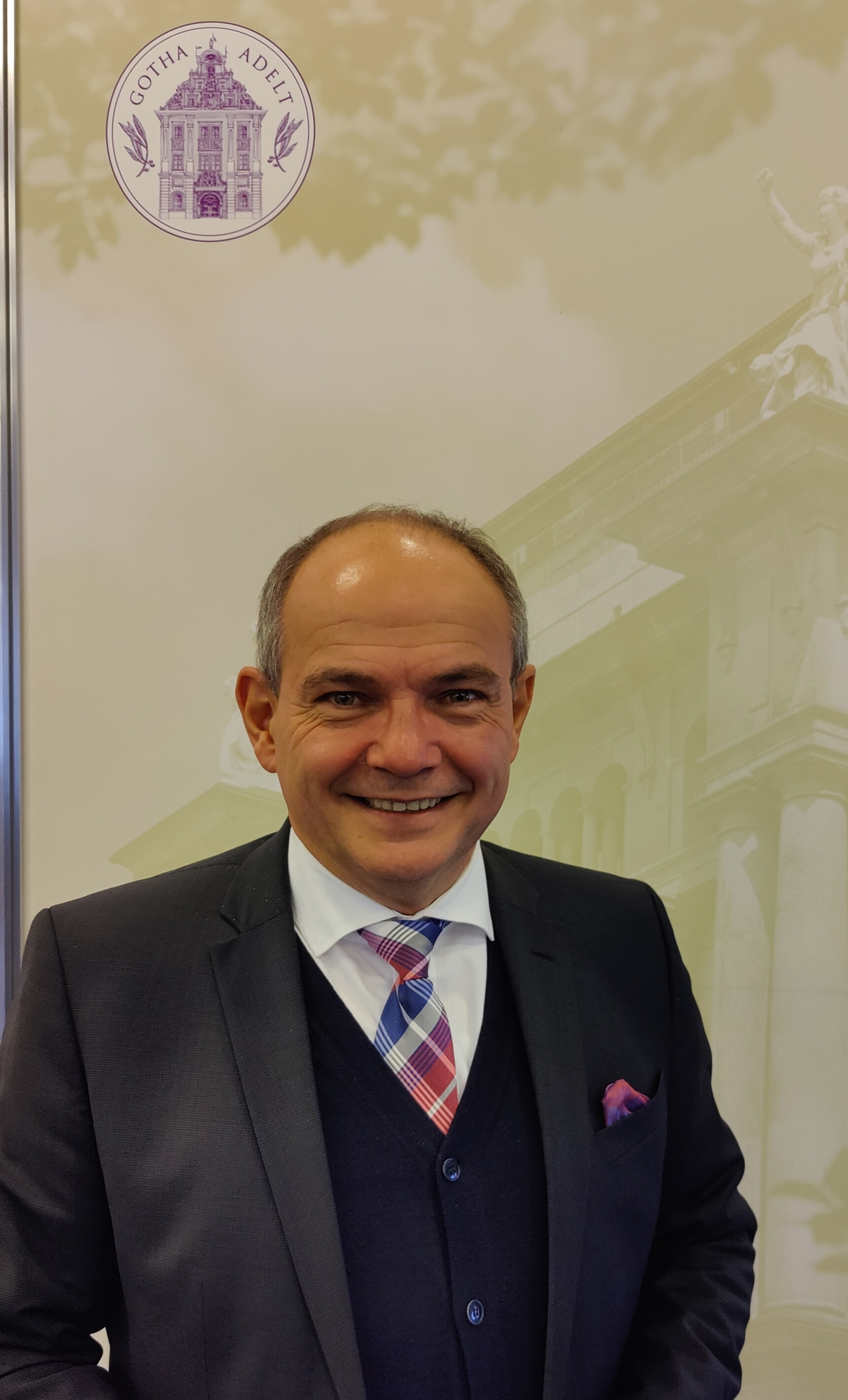
Knut Kreuch im September 2022

Knut Kreuch (* 7. Dezember 1966 in Wechmar) ist ein deutscher Politiker (SPD) und seit 2006 Oberbürgermeister von Gotha in Thüringen.

## Ausbildung
Kreuch besuchte von 1973 bis 1983 die Polytechnische Oberschule in Wechmar und schloss diese mit der Note sehr gut ab. Anschließend absolvierte er ab 1983 eine zweijährige Ausbildung zum Fahrzeugschlosser. Nach dem Fall der Mauer belegte er von 1991 bis 1995 eine Weiterbildung zum Betriebswirt (VWA) und Verwaltungsbetriebswirt (VWA).

## Berufsleben
Von 1985 bis 1989 arbeitete Kreuch als Schlosser im Fahrzeugwerk Wechmar. In den Jahren der Wende, 1989 und 1990, war er Kreisgeschäftsführer des Kulturverbund e.V.
Nachdem die kommunalen Strukturen erneuert und dem westlichen Vorbild angepasst wurden, bekleidete Knut Kreuch von 1991 bis 1994 ein Amt in der Abteilung für Kultur der Stadt Gotha. Darauf folgend arbeitete er vier Jahre als Pressereferent des Oberbürgermeisters a. D. Volker Doenitz in Gotha. Diese Stelle gab er allerdings zu Gunsten seines Geburtsortes auf, um 1998 Bürgermeister von Günthersleben-Wechmar zu werden. Seit dem 1. Juli 2006 ist Kreuch Oberbürgermeister Gothas.

## Politische Laufbahn
Kreuch war von 1989 bis 1997 Mitglied des Kreistags und stellvertretender Fraktionsvorsitzender der SPD, welcher er im Februar 1990 beitrat. Von 1990 bis 1994 bekleidete er das Amt des 1. Beigeordneten in Wechmar. 1998 wurde er in diesem Ort Bürgermeister.
Seit 2006 ist er Oberbürgermeister von Gotha, wofür er auch bei der Kommunalwahl 2012 wieder kandidierte. Kreuch wurde am 22. April 2012 bereits im ersten Wahlgang mit einer deutlichen Mehrheit von 76,5 % der Wählerstimmen in seinem Bürgermeisteramt bestätigt. Im September 2012 verlor Kreuch bei einer Abstimmung seine Mehrheit im Gothaer Stadtrat. In einer knappen Abstimmung wurde sein Vorschlag für die Neubesetzung des 1. Beigeordneten abgelehnt.
In den Jahren 2018 und 2024 wurde er bei den Kommunalwahlen jeweils für eine weitere Amtszeit von sechs Jahren wiedergewählt.

## Kritik
In seiner Amtszeit betrieb Kreuch, trotz Mitgliedschaft im Thüringer Denkmalbeirat, den Abbruch zahlreicher denkmalgeschützter Gebäude in Gotha, darunter der Villa Madelung (2007), des Winterpalais (2007), des Volkshauses zum Mohren (2007) einschließlich des historischen „Mohrenviertels“, der Häuser Nr. 9–11 und Nr. 13–15 im Brühl (2014) und des Kavaliershauses am Prinzenpalais (2017). Das Winterpalais wurde erst auf Druck einer Bürgerinitiative in äußerlich historischer Form wieder aufgebaut. Nach dem Abbruch des Volkshauses zum Mohren wurden vom Münchner Rechtsanwalt Johannes Wasmuth die Forderung erhoben, Herrn Kreuch den ihm 2006 für seine Verdienste zur Erhaltung des Landhauses Studnitz in Wechmar verliehenen Denkmalschutzpreis „Silberne Halbkugel“ wieder abzuerkennen.
Während des Wahlkampfs wurde im März 2012 bekannt, dass es gegen ihn staatsanwaltschaftliche Ermittlungen wegen des Verdachts der Untreue im Zusammenhang eines Aufhebungsvertrags mit dem ehemaligen Geschäftsführer der Stadtwirtschaft gibt. Die Ermittlungen wurden eingestellt, weil ihm keine Pflichtverletzung als Aufsichtsratschef der Stadtwirtschaft nachgewiesen werden konnte.

## Vereinsarbeit
Neben seiner Tätigkeit als Oberbürgermeister der Stadt Gotha ist Knut Kreuch auch in vielen Vereinen engagiert:
- seit 1982 Vorsitzender des Wechmarer Heimatvereins e. V.
- seit 1993 Vorstand des Wechmarer Carnevalsvereins e. V.
- seit 1997 Landesvorsitzender des Thüringer Landestrachtenverband e. V.
- seit 2002 Präsident des Deutschen Trachtenverbandes e. V.

## Persönliches
Kreuch ist verheiratet und hat zwei Kinder. Seine Hobbys sind Heimat- und Residenzgeschichte.

## Veröffentlichungen
- Knut Kreuch: Gotha, Welt*Erbe*Stadt – Ein Spaziergang. Kunstverlag Josef Fink, Lindenberg im Allgäu, 2. Auflage 2023, ISBN 978-3-95976-389-9. Weitere Informationen auf der Website des Verlags.
- Knut Kreuch: Das Haus Sachsen-Gotha – Die Fürstenkrone Europas. Kunstverlag Josef Fink, Lindenberg im Allgäu, 1. Auflage 2023, ISBN 978-3-95976-440-7. Weitere Informationen auf der Website des Verlags.
- Knut Kreuch: Gotha – Güldene Stadt Europas. Kunstverlag Josef Fink, Lindenberg im Allgäu, 1. Auflage 2024, ISBN 978-3-95976-479-7. Weitere Informationen auf der Website des Verlags.